# Paramore's Videos. All of Them. Ever
Paramore's Videos. All of Them. Ever es una recopilación lanzada el 11 de mayo de 2010 por la disquera Fueled by Ramen de los 10 mejores videos musicales del grupo estadounidense de rock alternativo Paramore.
La recopilación fue lanzada a la venta posteriormente a través del sitio web musical iTunes.

## Videos
1. "The Only Exception" (Dirigido por Brandon Chesbro)
2. "Brick by Boring Brick" (Dirigido por Meiert Avis)
3. "Ignorance" (Dirigido por Honey)
4. "Decode" (Dirigido por Shane Drake)
5. "That's What You Get" (Original Version) (Dirigido por Marcos Siega)
6. "Crushcrushcrush" (Dirigido por Shane Drake)
7. "Misery Business" (Dirigido por Shane Drake)
8. "Emergency" (Dirigido por Shane Drake)
9. "Pressure" (Dirigido por Shane Drake)
10. "All We Know" (Dirigido por Dan Dobi)